# الیاس کاچونگا
الیاس کاچونگا (انگلیسی: Elias Kachunga؛ زادهٔ ۲۲ آوریل ۱۹۹۲) بازیکن فوتبال اهل آلمان است.
از باشگاه‌هایی که در آن بازی کرده‌است می‌توان به باشگاه فوتبال پادربورن، باشگاه فوتبال هرتابرلین، باشگاه فوتبال اینگولشتات ۰۴، باشگاه فوتبال اسنابروک، و باشگاه فوتبال بروسیا مونشن‌گلادباخ اشاره کرد.
وی همچنین در تیم‌های ملی فوتبال جوانان آلمان، زیر ۲۱ سال آلمان، و جمهوری دموکراتیک کنگو بازی کرده‌است.